# Alicia Mancilla
Alicia Mancilla (28 de noviembre de 1999) es una nadadora guatemalteca, pero residente en Doral (Florida, Estados Unidos) y donde pertenece al Gulliver Swim Club. Anteriormente militó en el Miami Dade County Aquatic Club y en el Florida Gold Coast.
En el Campeonato Mundial de Natación de 2017 disputado en Budapest (Hungría) tomó parte de la prueba de 1500 metros estilo libre. Participó en la primera de las series y terminó en la posición 19.ª del total de participantes, con un tiempo de 17:15.04, y en la prueba de 200 m mariposa, finalizando en el puesto 32.